# Nedžad Mulabegović
Nedžad Mulabegović (Derventa, 4 febbraio 1981) è un pesista croato.

## Palmarès
| Anno | Manifestazione          | Sede              | Evento         | Risultato | Misura  | Note                          |
| ---- | ----------------------- | ----------------- | -------------- | --------- | ------- | ----------------------------- |
| 1999 | Europei juniores        | Riga              | Getto del peso | 10º       | 16,11 m |                               |
| 2000 | Mondiali juniores       | Santiago del Cile | Getto del peso | 12º       | 17,23 m |                               |
| 2003 | Universiadi             | Taegu             | Getto del peso | Bronzo    | 19,99 m |                               |
| 2004 | Olimpiadi               | Atene             | Getto del peso | 29º       | 19,07 m |                               |
| 2007 | Mondiali                | Osaka             | Getto del peso | 26º (q)   | 18,69 m |                               |
| 2008 | Olimpiadi               | Pechino           | Getto del peso | 29º       | 19,35 m |                               |
| 2009 | Europei indoor          | Torino            | Getto del peso | 15º       | 18,96 m |                               |
| 2009 | Giochi del Mediterraneo | Pescara           | Getto del peso | Bronzo    | 19,85 m |                               |
| 2009 | Mondiali                | Berlino           | Getto del peso | 27º (q)   | 19,15 m |                               |
| 2010 | Europei                 | Barcellona        | Getto del peso | 5º        | 20,56 m | Miglior prestazione personale |
| 2011 | Europei indoor          | Parigi            | Getto del peso | 4º        | 20,43 m | Record nazionale              |
| 2012 | Europei                 | Helsinki          | Getto del peso | 11º       | 19,26 m |                               |
| 2012 | Olimpiadi               | Londra            | Getto del peso | 18º       | 19,86 m |                               |
| 2013 | Europei indoor          | Göteborg          | Getto del peso | 16º (q)   | 19,42 m |                               |
| 2016 | Europei                 | Amsterdam         | Getto del peso | 15º (q)   | 19,55 m |                               |